# Škola zlomených srdcí
Škola zlomených srdcí (v anglickém originále Heartbreak High) je australský televizní seriál tvůrců Michaela Jenkinse a Bena Gannona, který se vysílal v letech 1994–1996 na stanici Network 10 a v letech 1997–1999 na stanici Australian Broadcasting Corporation. Má 7 řad a celkem 210 epizod. Jedná se o spin-off australského filmu Hrozný kluk (The Heartbreak Kid) z roku 1993 o lásce mezi 22letou učitelkou a 17letým studentem, kde účinkují herci Alex Dimitriades, Nico Lathouris, Doris Younane, Scott Major a Katherine Halliday známí i ze Školy zlomených srdcí.
Děj je zasazen do prostředí fiktivní střední školy pro potomky imigrantů Hartley High v Sydney a zobrazuje dospívání studentů a s ním spojené životní peripetie a problémy (láska, vztahy, šikana, nevěra, drogy, kriminalita, rasismus,...). 
V roce 2022 vyšel na Netflixu stejnojmenný reboot autorky Hannah Carroll Chapman.

## Obsazení
| Herec                 | Postava                      | Epizody                      |
| --------------------- | ---------------------------- | ---------------------------- |
| Elly Varrenti         | Irini Poulos                 | 1–8                          |
| Isabella Gutierrez    | Chaka Cardenes               | 1–14                         |
| Tai Nguyen            | Jack Tran                    | 1–22                         |
| Sarah Lambert         | Christina Milano             | 1–26                         |
| Hugh Baldwin          | Mr. Graham Brown             | 1–26                         |
| Jan Adele             | Ruby                         | 1–26                         |
| Nico Lathouris        | George Poulos                | 1–30                         |
| Alex Dimitriades      | Nicolas „Nick“ Poulos        | 1–38                         |
| Katherine Halliday    | Rossette „Rose“ Malouf Tran  | 1–49                         |
| Doris Younane         | Yola Fatoush                 | 1–52                         |
| Tony Martin           | Mr. William „Bill“ Southgate | 1–52                         |
| Corey Page            | Steve Wiley                  | 1–65                         |
| Scott Major           | Peter Rivers                 | 1–65                         |
| Abi Tucker            | Jodie Cooper                 | 1–65                         |
| Despina Caldis        | Effie Poulos                 | 1–65                         |
| Stephen O’Rourke      | Jim Deloraine                | 1–69                         |
| Salvatore Coco        | Costa „Con“ Bordino          | 1–71                         |
| Emma Roche            | Danielle Miller              | 1–91                         |
| Peta Toppano          | Stella Ioannou               | 9–28                         |
| Ada Nicodemou         | Katerina „Kat“ Ioannou       | 16–28                        |
| Kym Wilson            | Sam Robinson                 | 29–36, 53–65                 |
| Ivar Kants            | Roberto Bordino              | 29–96                        |
| Barbara Gouskos       | Helen Bordino                | 29–96                        |
| Alexandra Brunning    | Lucy Weston                  | 30–56                        |
| Vince Poletto         | Matt Logan                   | 39–97                        |
| Ada Nicodemou         | Katerina Ioannou             | 54–130                       |
| Inge Hornstra         | Allie Matts                  | 55–87                        |
| Ian Bliss             | Mr. Andrew Bell              | 56–78                        |
| Jon Pollard           | Alan Bolton                  | 66–95; nepravidelně od 1     |
| Denni Gordon          | Ms. Rhonda „Ronnie“ Brooks   | 67–130                       |
| Diane Craig           | ředitelka June Dyson         | 69–92                        |
| Rupert Reid           | Declan Costello              | 72–104                       |
| Tara Jakszewicz       | Anastasia „Stassy“ Sumich    | 73–97                        |
| Simon Baker           | Mr. Thomas „Tom“ Summers     | 80–87                        |
| Sebastian Goldspink   | Charles „Charlie“ Byrd       | 81–130                       |
| Rebecca Smart         | Melanie Black                | 95–117                       |
| Lara Cox              | Anita Scheppers              | 98–210                       |
| Rel Hunt              | Ryan Scheppers               | 98–186                       |
| Tina Bursill          | Hilary Scheppers             | 98–133                       |
| Callan Mulvey         | Bogdan Drazic                | 99–210                       |
| Peter Sumner          | ředitel Les Bailey           | 99–134                       |
| Nina Liu              | Stephanie „Mai Hem“ Tan      | 104–153                      |
| Rebecca Smart         | Melanie Black                | 122–136                      |
| Fleur Beaupert        | Nikki Ruark                  | 131–169                      |
| Jeremy Lindsay Taylor | Kurt Peterson                | 131–186                      |
| Nathalie Roy          | Sarah Livingstone            | 139–150, 154–186             |
| Elaine Hudson         | Kath Livingstone             | 139–150                      |
| Andrea Moor           | ředitelka Di Barnett         | 131–186                      |
| Marcel Bracks         | Lee Delaine                  | 153–200                      |
| Morna Seres           | Jill Delaine                 | 153–200                      |
| John Walton           | Nat Delaine                  | 153–185                      |
| Mario Gamma           | D’espo                       | 137, 151–210                 |
| Frederick Miragliotta | Gerard Albers                | 133–152                      |
| Putu Winchester       | Dennis Klinsmann             | 170–210; nepravidelně od 131 |
| Tasneem Roc           | Thania Saya                  | 175–210                      |
| Bianca Nacson         | Gem Whitley                  | 186–209                      |
| Luke Jacobz           | Zac Croft                    | 187–210                      |
| Elena Carapetis       | Jackie Kassis                | 187–210                      |
| John Gregg            | ředitel Alan Carson          | 187–210                      |
| Dominic Purcell       | Todd Gillespie               | 189–192, 210                 |
| Danny Raco            | Marco Vialli                 | 191–210                      |
| Katherine Hicks       | Tess Mason                   | 201–210                      |
| Mark Owen-Taylor      | Tim Mason                    | 201–210                      |
| Leeanna Walsman       | Jet                          | 171–174                      |